# Вулиця Івана Виговського (Чернігів)
Вулиця Івана Виговського — вулиця в Деснянському районі міста Чернігова, в історичній місцевості (районі) Бобровиця. Пролягає від вулиці Рахматуліна до безіменного проїзду (поза містом), який змінює вулиця Олександрівська.
Прилучаються вулиці Сосницька, Шевченка, Радіозаводська, Борщова, 2-й провулок Кривоноса, 3-тя Радіозаводська, Лижна.

## Історія
Для упорядкування найменувань вулиць перейменована, коли село Бобровиця увійшло до складу міста, оскільки в Чернігові вже була вулиця з даними назвою на Бобровицькому житловому масиві.
У 1974 році вулиця Калініна — на честь російського революціонера, радянського державного і партійного діяча Михайла Івановича Калініна — перейменована на вулицю Малиновського — на честь Маршала Радянського Союзу, двічі Героя Радянського Союзу Родіона Яковича Малиновського.
Парна та непарна сторони початку вулиці (між Рахматуліна і Шевченка) зайняті садибною забудовою; далі між вулицями Шевченка і Радіозаводською: парна сторона зайнята садибною забудовою, непарна — садибною та багатоповерховою житловою забудовою (один 5-поверховий будинок); між вулицями Радіозаводською і Лижною — нежитлова забудова (території промислових підприємств, промбаза); кінець вулиці: непарна сторона — садибна забудова (Сіверський хутір), парна — не забудована.
2021 року, в рамках створення нового об'їзного шляху з північно-східного боку Чернігова, на вулиці проведено капітальний ремонт дорожнього покриття, на перехресті з вулицею Шевченка облаштовано коловий рух.
Установи:
1. будинок № 36/4 — фабрика «Сіверянка»